# The Understanding
The Understanding è il secondo album in studio del gruppo musicale norvegese Röyksopp, pubblicato il 4 luglio 2005.

## Descrizione
Nelle parti vocali hanno collaborato il cantante house Chelonis R. Jones nel singolo 49 Percent e Karin Dreijer dei Knife nel singolo What Else Is There?. Gli altri brani sono strumentali o cantati dai componenti dei Röyksopp e dalla cantante norvegese Kate Havnevik.
La Limited Edition si compone di due dischi, venduti in confezione digipak, con 17 brani totali.

## Tracce
1. Triumphant – 4:20
2. Only This Moment (feat. Kate Havnevik) – 3:55
3. 49 Percent (feat. Chelonis R. Jones) – 5:11
4. Sombre Detune – 4:52
5. Follow My Ruin – 3:51
6. Beautiful Day Without You – 5:29
7. What Else Is There? (feat. Fever Ray) – 5:17
8. Circuit Breaker (feat. Kate Havnevik) – 5:24
9. Alpha Male – 8:11
10. Someone Like Me – 5:23
11. Dead to the World – 5:20
12. Tristesse Globale – 1:24

CD bonus nell'edizione deluxe
1. Go Away (feat. Chelonis R. Jones) – 3:52
2. Clean Sweep – 5:17
3. Boys – 4:45
4. Head – 5:03
5. Looser Now – 6:04

## Formazione
- Torbjørn Brundtland - sintetizzatori, vocoder
- Svein Berge - sintetizzatori, voce, batteria elettronica
- Chelonis R. Jones - voce (traccia 3)
- Karin Dreijer - voce (traccia 7)

## Classifiche
| Classifica (2005) | Posizione massima |
| ----------------- | ----------------- |
| Austria           | 60                |
| Belgio (Fiandre)  | 23                |
| Danimarca         | 36                |
| Finlandia         | 39                |
| Francia           | 45                |
| Germania          | 41                |
| Irlanda           | 16                |
| Italia            | 21                |
| Norvegia          | 1                 |
| Paesi Bassi       | 48                |
| Regno Unito       | 13                |
| Svezia            | 7                 |
| Svizzera          | 18                |